# Gornji Sređani
Gornji Sređani (česky Horní Střežany) je vesnice v Chorvatsku v Bjelovarsko-bilogorské župě, spadající pod opčinu Dežanovac. Nachází se asi 7 km jihozápadně od Daruvaru. V roce 2011 zde žilo 265 obyvatel. V roce 1991 bylo 36,17 % obyvatel (119 z tehdejších 329 obyvatel) české národnosti.

## Sousední sídla
| Růžice kompasu |               | Golubinjak     | Kip        | Růžice kompasu |
| Růžice kompasu | Donji Sređani | Sever          | Badljevina | Růžice kompasu |
| Růžice kompasu | Donji Sređani | Gornji Sređani | Badljevina | Růžice kompasu |
| Růžice kompasu | Donji Sređani | Jih            | Badljevina | Růžice kompasu |
| Růžice kompasu | Donja Obrijež |                |            | Růžice kompasu |